# Keōua Kalanikupuapaʻikalaninui
Keōua Kalanikupuapaʻikalaninui Ahilapalapa, también llamado Keōua y Keōua Nui (Keōua el Grande), fue un noble hawaiano, progenitor de la llamada Casa Real de Keōua Nui y padre de Kamehameha I, primer monarca del reino unificado de Hawái. Fue gran jefe de Kohala.

## Biografía
El padre de Keōua fue el príncipe Keʻeaumoku Nui, el segundo hijo del rey de la isla de Hawái, Keaweikekahialiʻiokamoku, y la segunda esposa de éste, la princesa Kalanikauleleiaiwi. Su madre era la gran jefa Kamakaʻimoku, de la noble Casa de Hilo. Keōua era medio hermano del rey de la isla de Hawái, Kalaniʻōpuʻu. No obstante su linaje real y que fue gran jefe de Kona y Kohala, Keoua no llegó a reinar en ningún territorio hawaiano.
Sus esposas fueron; 
- Kahikikala - madre de Kalokuokamaile.
- Kalanilehua.
- Kekuiapoiwa II - madre de  Kamehameha I y Keliʻimaikaʻi.
- Kamakaeheikuli - madre de Kalaʻimamahu y Kaweloʻokalani.
- Manono I - madre de Kiʻilaweau.
- Kalola - madre de Kekuiapoiwa Liliha.
- Akahi-a-Kawalu - madre de Kaleiwohi.

Keōua murió en 1767 o 1768, y sus restos fueron arrojados al acantilado de la bahía de Kealakekua, a la cual los nativos hawaianos también llaman hoy día «pali kapu o Keōua», que significa «los acantilados olvidados de Keōua».